# Associazione Calcio Femminile Padova Gamma 3 1975
Questa voce raccoglie le informazioni riguardanti l'Associazione Calcio Femminile Padova Gamma 3 nelle competizioni ufficiali della stagione 1975.

## Rosa
Rosa parziale tratta da cronache sportive.
| N. |                      | Ruolo | Calciatrice                 |
| -- | -------------------- | ----- | --------------------------- |
| 9  | Danimarca (bandiera) | A     | Susanne Augustesen          |
| 7  | Italia (bandiera)    | C     | Novellina Babetto (I)       |
| 11 | Italia (bandiera)    | A     | D. Babetto (II)             |
|    | Italia (bandiera)    |       | Bortoletto                  |
| 4  | Italia (bandiera)    | C     | Maria Fabris                |
| 5  | Italia (bandiera)    | C     | Fernanda Favotto            |
| 8  | Italia (bandiera)    | A     | Assunta Giovanna Gualdi (I) |

| N. |                   | Ruolo | Calciatrice              |
| -- | ----------------- | ----- | ------------------------ |
| 3  | Italia (bandiera) | D     | Patrizia Gualdi (II)     |
| 5  | Italia (bandiera) | C     | Maria Teresa Negri       |
| 2  | Italia (bandiera) | D     | Niero                    |
| 6  | Italia (bandiera) | C     | Annarosa Padovan         |
| 10 | Italia (bandiera) | A     | Conchi Sánchez (Amancio) |
| 1  | Italia (bandiera) | P     | Wilma Seghetti           |
| 11 | Italia (bandiera) | A     | Elisabetta Vignotto      |